# Есаульский
Есау́льский — посёлок в Сосновском районе Челябинской области. Административный центр и единственный населённый пункт Есаульского сельского поселения.

## География
Расположен рядом с региональной автодорогой 75К-205 Обход города Челябинска. Здесь находится железнодорожная станция Ессаульская на участке Челябинск — Верхний Уфалей — Екатеринбург Уральского железнодорожного хода
Через посёлок протекает река Зюзелга. Ближайшие населённые пункты: деревни Заварухино и Ужевка, а также посёлок Рощино.

## История
После 1744 года на этой территории поселились казаки из Челябинска. 
Казаки участвовали в Отечественной войне 1812 года и Русско-турецкой войне. В 1826 году в Есаульском было зарегистрировано 26 дворов.
К 1900 году здесь построили школу, а к 1916 году — церковь. В годы Гражданской войны часть жителей Есаульского присоединилась к армии атамана Дутова, а другая часть — к отрядам Томина и братьев Кашириных. В окрестностях посёлка происходили ожесточённые бои во время Челябинской операции летом 1919 года.
В 1919 году Есаульский стал центром одноимённого сельсовета.
В 1929 году был создан колхоз «Новый путь», а в 1931 году начала работу машинно-тракторная станция, которая обслуживала 18 хозяйств.
В 1990-х годах на территории посёлка работали АОЗТ «Есаульское», созданное на базе колхоза, а также ОАО «Есаульское ремонтно-техническое предприятие», ЗАО «Есаульскагропромснаб», ОАО «Есаульскхимия», кирпичный цех, асфальтобитумный завод и участок ОАО «Комбинат хлебопродуктов им. Григоровича».
В 2018 году произошла реконструкция склада продовольственных и непродовольственных товаров АО «Тандер» (торговая сеть «Магнит»)

## Население
| 2002  | 2010  | 2011  | 2012  | 2013  | 2014  | 2015  |
| ----- | ----- | ----- | ----- | ----- | ----- | ----- |
| 2637  | ↘2619 | ↗2623 | ↗2697 | ↗2735 | ↗2776 | ↘2771 |
| 2016  | 2017  | 2018  | 2019  | 2020  | 2021  |       |
| ↗2774 | ↗2779 | ↘2758 | ↘2753 | ↗2762 | ↗2823 |       |

в 1795 — 200, в 1841 — 181, в 1873 — 498, в 1900 — 635, в 1916 — 510, в 1926 — 779, в 1970 — 2196, в 1995 — 2539, в 1998 — 2601.
По данным Всероссийской переписи, в 2010 году численность населения посёлка составляла 1445 человек (672 мужчины и 773 женщины).
Проживают русские, башкиры.

## Улицы
Уличная сеть посёлка состоит из 23 улиц.

## Религия
Православные храмы
- Церковь Сошествия Святого Духа